# Linda Van Tulden
Linda Van Tulden (Mortsel, 11 april 1952) is een Belgisch producent, regisseur en scenarioschrijster. Zij won in 1986 een Oscar voor de beste korte animatiefilm, voor de film A Greek Tragedy. Ze heeft haar eigen animatiefilmstudio, De familie Janssens.
Haar laatste productie is Sneeuwwitje, de sequel (vert: Snow White: The Sequel), uit 2007, een soort parodie op "Sneeuwwitje". Met stemmen van bekendheden zoals Stany Crets als de zeven dwergen (waarvan er een Stany heet), Wim Opbrouck als de reus, Siegfried Bracke als verteller en vele anderen.

## Filmografie
Linda Van Tulden is producer van de volgende films:
- Sneeuwwitje, de sequel (2007)

- Tijl Uilenspiegel (2003)

- Pleure pas Germaine (2000)

- Marie Antoinette is niet dood (1996)
- De Toekomst van '36 (1983)

- Exit-Exil (1985)

- Een Griekse tragedie (1985)

- A strange love affair (1994)

- De laatste dagen van brood en wijn (1983)

## Trivia
- Toen Linda Van Tulden en Nicole Van Goethem na het krijgen van hun Oscar gevraagd werden iets te vertellen over hun volgende project, wisten ze niets beter te zeggen dan dat het over nonnen ging die de voordelen van Dildo's leerden kennen, en dit werd natuurlijk niet graag gehoord in het conservatieve Amerika, en was ook niet zo goed voor de studio.